# Храм Богородицы Григоруса (Афины)
Храм Богородицы Григору́са (греч. Ναός της Παναγίας Γρηγορούσας, официально: храм святого паломничества Богородицы Григоруса — Всемогущих Архангелов, греч. Ιερό Προσκύνημα Παναγίας Γρηγορούσας — Παμμεγίστων Ταξιαρχών) — православный храм Афинской архиепископии Элладской православной церкви, находящийся в Афинах в районе Плака между древним Римским форумом и библиотекой Адриана.
Храм, построенный в 1852 году, был подвергнут капитальной перестройке в 1922 году, в результате которой церковь приобрела современный вид.
В 1948 году храм был объявлен паломническим. В нём находится чудотворная икона Богородицы Григоруса (греч. Γρηγορούσας — быстро, то есть быстро выполняющая просьбы).

## История
Первый храм на этом месте был построен в византийском стиле в XI—XII веках и был посвящен Архангелам (греч. Ταξιαρχών). Храм полностью сгорел от пожара в годы османского правления (1456—1833), предполагается, что во время греческой революции 1821 года. Новый храм был сооружён в 1852 году, используя материалы из первой церкви, а также из других разрушенных церквей в этом районе.
В 1922 году церковь была существенно перестроена в неовизантийском стиле. В 1945 году в дар храму была передана малоазийская икона Пресвятой Богородицы «Григоруса» (греч. Γρηγορούσας), то есть быстро помогающая и исцеляющая. Вскоре храм был объявлен паломническим с названием «Святое паломничество Богородицы Григоруса — Всемогущих Архангелов» (греч. Ιερό Προσκύνημα Παναγίας Γρηγορούσας — Παμμεγίστων Ταξιαρχών). В 1995 году было выполнено расширение западной части храма.

## Описание храма
Современная церковь принадлежит к архитектурному типу двухколонного крестово-купольного вписанного храма. Интерьер храма украшают настенные росписи, выполненные закинфским художником Димитриосом Пелекасисом (греч. Δημήτριου Πελεκάση, 1881—1973). Росписи сочетают элементы византийской традиции и западного искусства. Икона Богородицы Григоруса находится в иконостасе.